# Marit Bolling
Marit Bolling, född 28 december 1933 i Harstad, är en norsk skådespelare. Hon var gift med skådespelaren Jens Bolling.
Bolling debuterade 1956 i huvudrollen i Anne Franks dagbok på Folketeatret. Hon var engagerad där till 1959 och därefter vid Oslo Nye Teater 1959–1960, Det norske teatret 1960–1964 och därefter frilansande under många år. Från 1977 verkade hon vid Riksteatret. Bland hennes roller finns Nina i Måsen, Anna i Bleikeplassen, Thea Elvsted i Hedda Gabler och Hjørdis i Hærmennene på Helgeland. Hon filmdebuterade 1955 i Arne Skouens Barn av solen och medverkade i sju film- och TV-produktioner 1955–2000.

## Filmografi
- 1955 – Barn av solen
- 1963 – Læraren
- 1966 – Dikt og sanger av Bert Brecht
- 1969 – Røtter
- 1996 – Lille lørdag (TV-serie)
- 1998 – Waar blijft het licht
- 2000 – Turbulent zon